# キャニオン・ディアブロ隕石

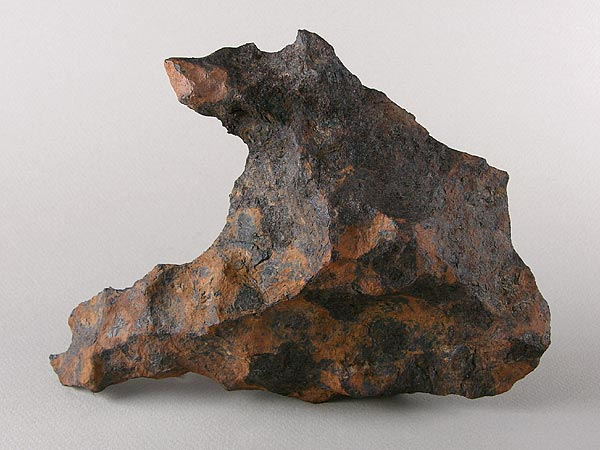
キャニオン・ディアブロ隕石

キャニオン・ディアブロ隕石（キャニオン・ディアブロいんせき、Canyon Diablo meteorite）はアメリカ・アリゾナ州のバリンジャー・クレーターを作った隕石の破片の1つと考えられている隕石で、1891年にクレーターから西に5 - 6キロメートル離れたディアブロ峡谷で発見された。
およそ5万年前に地球に衝突し、バリンジャー・クレーターを作った元の隕石は25メートルから30メートルの大きさで重量は数十万トンあったと見積もられているが、発見されている隕石の総重量は30トンである。
隕石の化学成分は鉄91.6%、ニッケル7.1%、炭素1%、微量の硫黄、リン、ガリウム、ゲルマニウムが含まれ、オクタヘドライトに分類される。日本を含む各国の博物館でサンプルを見ることができる。
キャニオン・ディアブロ隕石から初めて発見された鉱物に「ロンズデーライト」(Lonsdaleite C)、「モアッサン石」(Moissanite SiC)、「ハクソン鉱」(Haxonite (Fe,Ni)23C6)、「クリノフ石」(Krinovite Na2Mg4Cr3+2[O2|Si6O18])がある。